# 長栍

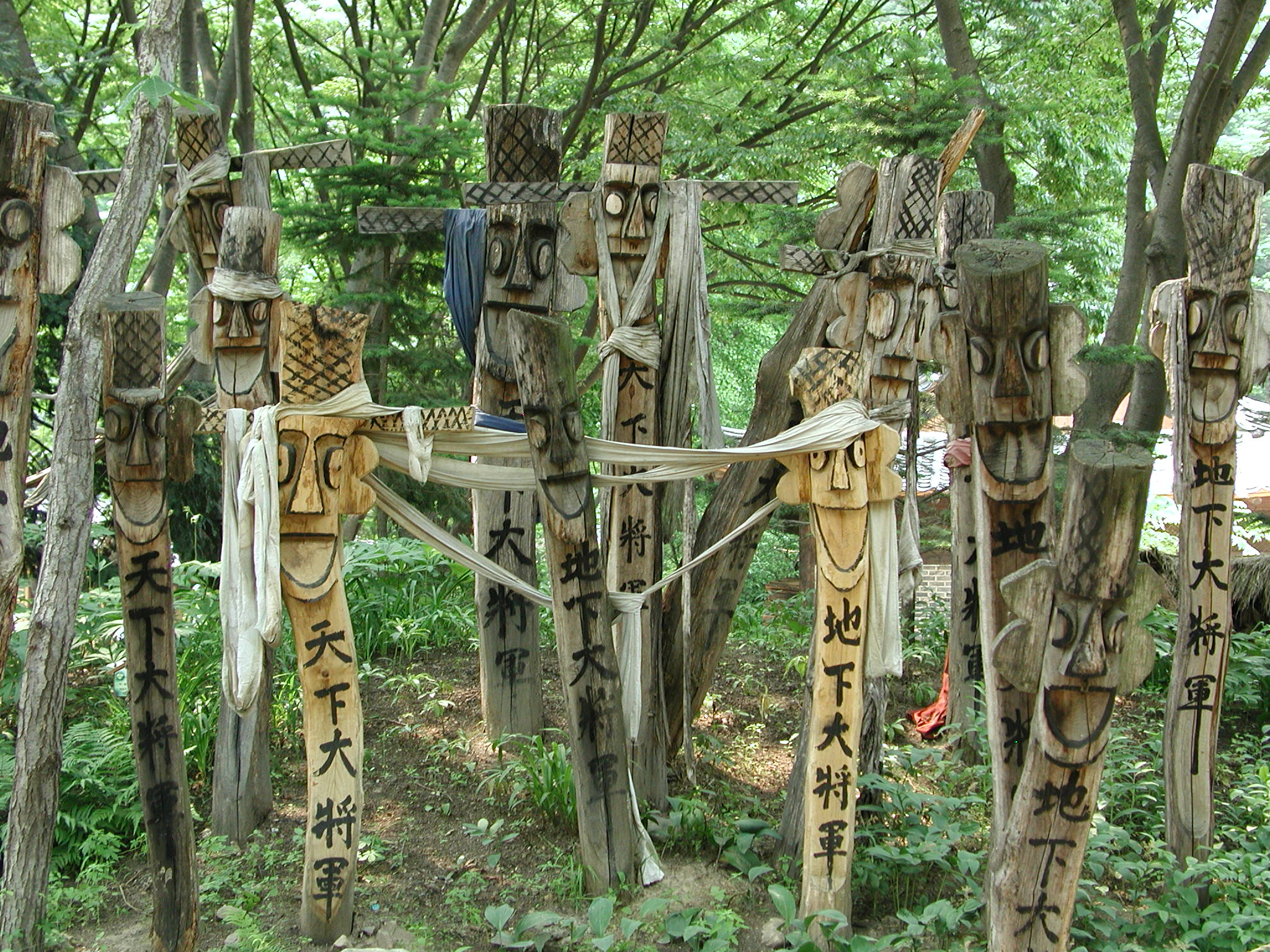
韓國民俗村的長栍

長栍（韓語：장승），或長丞，是朝鮮半島農村常見作為界標、地標及洞里的守護神、厭勝物。長丞一般至少有两根，常為一對，石质或木质，木质一般为松木。上端刻有造型古樸、表情滑稽的人面，大部分没有腿和胳膊，即便有也并不明显，頭以下寫有「天下大將軍」、「地下女將軍」、「國泰平安」、「周将军」、「正元唐」等漢字。
受人們供奉以求消災、避邪，並祈求村莊的安寧及豐收。

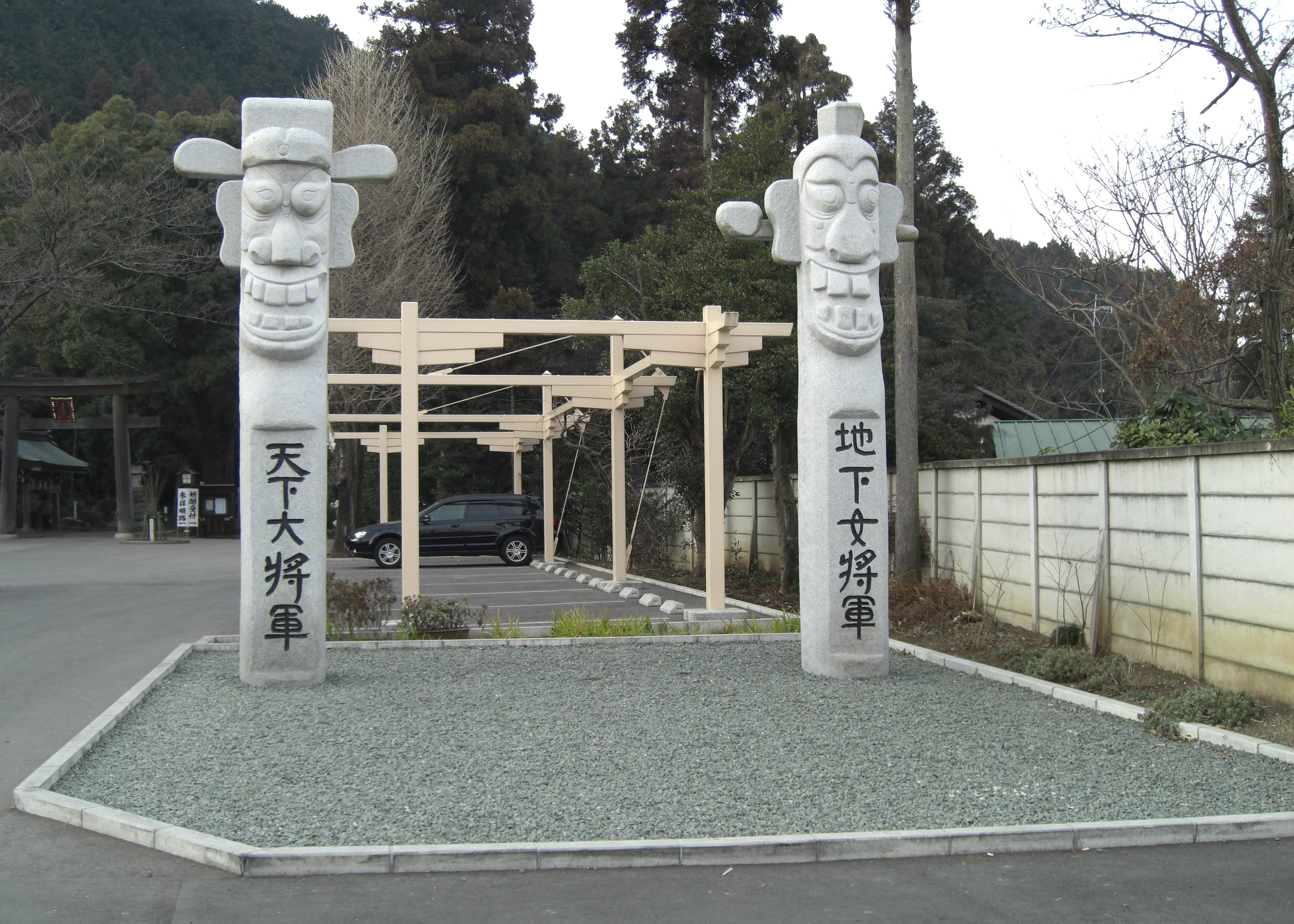
日本埼玉縣日高市高麗神社的長栍

每个地方的形态有所不同，朝鮮半島南方主要以石製为主，脸圆，带有福相；北方则主要為木製，脸瘦长，面部表情多少有些兇恶。